# Glumă mortală
Glumă mortală (engleză: Joy Ride, cunoscut și ca Road Kill) este un film american thriller - de acțiune - de groază regizat de John Dahl care a avut premiera mondială la 5 octombrie 2001 și la 7 decembrie 2001 în România. Este continuat de Glumă mortală 2 (Joy Ride: Dead Ahead) (din 2008).

## Rezumat
Lewis Thomas (Paul Walker), proaspăt absolvent al primului an de colegiu, e gata să pornească într-o excursie prin țară cu fata visurilor lui, Venna (Leelee Sobieski). Însă Lewis e nevoit să-și schimbe planurile romantice pentru a-i sări în ajutor fratelui său Fuller (Steve Zahn), un individ bun de nimic, ‘specialist’ în a crea probleme tuturor. 
Necazurile încep atunci când Fuller îl convinge pe Lewis să se amuze cu ajutorul stației radio de mașină, proaspăt achiziționată. Gluma constă în a intra pe frecvența rutieră, pe care obișnuiau să comunice între ei șoferii de camion aflați în cursă și, folosind un pseudonim și prefăcându-și vocea, să se dea drept femeie. Astfel, Lewis atrage atenția unui șofer de camion, cunoscut sub pseudonimul ‘Rusty Nail’, care îi dă întâlnire într-un motel de pe autostradă. Când Rusty Nail își dă seama că este victima unei păcăleli, se înfurie și pornește să se răzbune pe cei doi tineri.

## Actorii
- Steve Zahn este Fuller Thomas
- Paul Walker este Lewis Thomas
- Leelee Sobieski este Venna Wilcox
- Jessica Bowman este Charlotte Dawson
- Matthew Kimbrough este corpul lui Rusty Nail
- Ted Levine este vocea lui Rusty Nail
- Stuart Stone este Danny, colegul de cameră al lui Lewis
- Brian Leckner este ofițerul Keeney
- Jim Beaver este șeriful Ritter
- Hugh Dane este omul de la ușă
- Jay Hernandez este Marine